# Motel Films
Motel Films was een bedrijf dat films, televisiedrama's en documentaires produceerde. Het bedrijf werd opgericht in 1995 door Jeroen Beker en Frans van Gestel.
Bekende films van Motel Films zijn: 
- Temmink
- Loverboy
- Phileine zegt sorry
- In Oranje
- Langer Licht
- Alles is Liefde.

Daarnaast is Motel Films co-producent van onder andere: 
- De Poolse Bruid
- Drift
- Vet Hard
- Zwartboek
- Een ander zijn geluk
- Stellet Licht

Naast films produceerde het bedrijf ook televisieseries. In 2007 werden twee tv-series van de producent uitgezonden op de Nederlandse televisie, De Prins en het Meisje, en Stellenbosch. Eerder produceerde het bedrijf al Klein Holland.
In 2008 werd Motel Films opgekocht door IDTV alwaar Beker en Van Gestel de filmafdeling gingen leiden. In 2011 heeft het team van Motel Films zich weer afgesplitst van IDTV en zijn ze verdergegaan als Topkapi Films. 